# Jerolim Machiedo
Jerko Machiedo "Momolo" (u izvorima na talijanskom: Girolamo Machiedo) (15. ožujka 1805. – 5. veljače 1874.), hrvatski lokalni povjesničar, numizmatičar, arheolog-amater, kazališni entuzijast, lokalni dužnosnik i političar. Unuk je Jerolima Machieda, djed Remigija Bučića, hrvatskog zavičajnog povjesničara te punac Vjekoslava-Luje Bučića, javnog bilježnika, općinskog tajnika i narodnjačkog načelnika otoka Hvara.

## Životopis
Rodio se je 1805. godine u obitelji javnog dužnosnika, zaslužnika na književnom i znanstvenom polju, kako ga je opisao budući hvarski biskup Juraj Duboković. Osnove školovanja Jerolim je primao od hvarskog pučkog učitelja don Ante Ruževića sve do 1922. godine. Od 1821. je sedam godina bio pisar hvarskog kotarskog poglavarstva. Od 1834. godine pa sljedeću dvadeset i jednu je godinu bio općinski tajnik i blagajnik. Bio je prokurator hvarskih franjevaca te član i predsjednik Crkovinarstva. 
Bio je aktivan u lokalnoj politici. U Hvaru je bio općinski vijećnik, a također i na razini carske pokrajine Dalmacije, gdje je bio zastupnik u prvom sazivu Dalmatinskog sabora od 1861. do 1864. godine. Jerko i sinovac mu Ivan Krstitelj Machiedo mlađi bili su izaslanici Dalmatinskog sabora u Beču. U prvoj je svojoj političkoj fazi bio autonomaš. Kao i sinovac Ivan Krstitelj, nakon Viške bitke 1866. promijenio političke stavove i priklonio se hrvatstvu, t.j. Narodnoj stranci, čime je Hvar postao pohrvaćena općina i jedna od prvih takvih u Kraljevini Dalmaciji.
Zaslužni je voditelj hvarske gradske glazbe. Pridonio je hvarskom kazalištu kao glumac-amater. Bavio se i arheologijom te je bio dopisni član arheoloških zavoda iz Italije, Francuske i Njemačke te bečkog Geološkog zavoda. Bavio se je numizmatikom. Posjedovao je vrijednu arheološko-numizmatičku zbirku koja je poslije prodajom završila u splitskom Arheološkom muzeju. Prodana je i njegova bogata knjižnica koja je većim dijelom postala dio Sveučilišnih knjižnica u Pragu i Zagrebu, a medicinska literatura kod dr Luje Thallera. Pridonio je i na povjesničarskom polju djelom o povijesti grada i otoka Hvara.